# Majdouline Cherni
Pour les articles homonymes, voir Cherni.
Majdouline Cherni, née le 21 février 1981 à Menzel Bourguiba, est une femme politique tunisienne.

## Biographie
Originaire du Kef, architecte de formation, elle a travaillé dans plusieurs centres de formation professionnelle, avant de diriger un bureau d'études en architecture.
Elle préside la Chambre des femmes d'affaires du Kef, rattachée à l'Union tunisienne de l'industrie, du commerce et de l'artisanat, avant sa nomination comme déléguée au siège du gouvernorat de la Manouba. D'autre part, elle est membre de l'Association de sauvegarde de la médina du Kef.
Le 23 janvier 2015, elle est nommée secrétaire d'État chargée du Dossier des martyrs et blessés de la révolution au sein du gouvernement de Habib Essid. Le 20 août 2016, elle est nommée au poste de ministre de la Jeunesse et des Sports dans le gouvernement de Youssef Chahed. Elle est la première femme à occuper cette fonction.
En mars 2017, il est annoncé qu'elle a rejoint le parti Nidaa Tounes.
Elle est la sœur de Socrate Cherni, lieutenant de la garde nationale tué dans le combat de Sidi Ali Ben Aoun le 23 octobre 2013.
Après l'annonce de sa nomination à la tête du ministère de la Jeunesse et des Sports, elle est l'objet de plusieurs critiques. On lui reproche d'avoir « marchandé » avec la mémoire de son frère Socrate Cherni mais également sa méconnaissance du secteur.